# Urassaya Sperbund
Urassaya Sperbund (tiếng Thái: อุรัสยา เสปอร์บันด์, phiên âm: U-lát-xa-da Xa-bơ-ban, sinh ngày 18 tháng 3 năm 1993) còn có nghệ danh là Yaya, là một nữ diễn viên và người mẫu người Thái Lan gốc Na Uy. Cô được biết đến qua các vai diễn trong Trang trại tình yêu (2010), Trò chơi tình yêu (2011), Trái tim người thừa kế (2012), Sóng gió cuộc đời (2017)  và Duyên trời định (2018)...

## Tiểu sử và học vấn
Urassaya Sperbund (Yaya) sinh ngày 18 tháng 3 năm 1993 tại Pattaya, Thái Lan, có mẹ là người Thái Lan, bố là người Na Uy. Cô có một người chị tên là Cattleya. Cha cô tên Sigood Sperbund, người Na Uy, là cố vấn đầu tư và người môi giới trên thị trường chứng khoán. Mẹ cô, bà Urai Sperbund làm việc trong nhà hàng.
Cô thông thạo tiếng Thái và tiếng Anh. Cô biết một số cụm từ bằng tiếng Pháp, tiếng Tây Ban Nha và tiếng Na Uy, nhưng cô không thông thạo bất kỳ ngôn ngữ nào trong số này.
Sperbund theo học trường quốc tế Regents International School Pattaya khi vào tiểu học và bậc THCS trước khi chuyển sang trường Bangkok Pattana. Cô tốt nghiệp Đại học Chulalongkorn với bằng Cử nhân Ngôn ngữ và Văn hóa vào năm 2015.

## Sự nghiệp
Sperbund đã ổn định hơn nữa khả năng diễn xuất và vị trí của cô trong ngành công nghiệp giải trí với những vai diễn trong nhiều bộ phim truyền hình.
Cô là gương mặt đại diện cho các thương hiệu nổi tiếng bao gồm Maybelline, Pantene và Uniqlo.
Sperbund là nữ diễn viên Thái Lan đầu tiên nhận được danh hiệu "Friend of Louis Vuitton" và trở thành người nổi tiếng đầu tiên của Thái Lan xuất hiện trên tạp chí Vogue Mỹ.

## Đời tư
Urassaya gặp nam diễn viên người Thái Lan Nadech Kugimiya trong khi quay phim Duang Jai Akkanee vào năm 2010. Mối quan hệ của họ được đưa tin trên các phương tiện truyền thông với nhiều suy đoán khác nhau, nhưng cặp đôi này từ chối nói về điều đó trước công chúng. Trong một cuộc phỏng vấn vào tháng 11 năm 2022 với tờ The Standard Pop, Urassaya cho biết, "Thực ra, chúng tôi chưa bao giờ yêu cầu nhau trở thành bạn trai - bạn gái. Chúng tôi đã tự hỏi, 'Khi nào thì chúng ta nên tính là ngày đầu tiên?' Và tôi nghĩ đó là trong quá trình quay Torranee Ni Nee Krai Krong." Họ đã đính hôn vào tháng 6 năm 2023.

## Các phim đã tham gia

### Phim điện ảnh
| Năm  | Tên gốc                  | Tên tiếng Việt                  | Vai                         | Đóng với                       |
| ---- | ------------------------ | ------------------------------- | --------------------------- | ------------------------------ |
| 2018 | Brother of the Year      | Ông anh trời đánh               | Janekwan Reansuwan / "Jane" | Sunny Suwanmethanon & Nichkhun |
| 2018 | Nakee 2                  | Nữ thần rắn 2                   | Sroi-Ubon                   | Nadech Kugimiya                |
| 2021 | Raya and the Last Dragon | Raya và rồng thần cuối cùng     | Raya (lồng tiếng Thái)      | —                              |
| 2022 | Fast and Feel Love       | Tăng tốc... về phía em          | Jay                         | Nat Kitcharit                  |
| 2024 | Love You to Debt         | Yêu em đến nợ / Vay nợ tình yêu | Im                          | Vachirawit Chiva-aree          |

### Phim truyền hình
| Năm  | Tên gốc                      | Tên tiếng Việt                                                   | Vai                                        | Đóng với                 | Đài     | Kênh chiếu tại Việt Nam |
| ---- | ---------------------------- | ---------------------------------------------------------------- | ------------------------------------------ | ------------------------ | ------- | ----------------------- |
| 2008 | Peun See Long Hon            |                                                                  | Som                                        | —                        | CH3     |                         |
| 2010 | Kularb Rai Narm              | Âm mưu hoa hồng / Hoa hồng không có gai                          | Nucharee Wipakorn                          | Patchata Nampan          | CH3     | TodayTV                 |
| 2010 | Thara Himalaya               | Trúc mộng lan viên / Chuyện tình hoàng tử                        | Ajjima Potsawat / "Jeed"                   | Nadech Kugimiya          | CH3     | Let's Viet              |
| 2010 | Duang Jai Akkanee            | Tình yêu và thù hận / Trang trại tình yêu                        | Ajjima Potsawat / "Jeed"                   | Nadech Kugimiya          | CH3     | Let's Viet              |
| 2010 | Wayupak Montra               | Bóng tối tình yêu / Ma thuật tình yêu                            | Ajjima Potsawat / "Jeed"                   | Nadech Kugimiya          | CH3     | Let's Viet              |
| 2011 | Tawan Deard                  | Cao bồi Bangkok                                                  | Phet Roong                                 | Prin Suparat             | CH3     |                         |
| 2011 | Game Rai Game Rak            | Trò chơi tình yêu                                                | Fahlada / Nang Fah                         | Nadech Kugimiya          | CH3     | Let's Viet              |
| 2012 | Torranee Ni Nee Krai Krong   | Trái tim người thừa kế                                           | Darunee                                    | Nadech Kugimiya          | CH3     |                         |
| 2013 | Maya Tawan                   | Bí mật hoa hướng dương                                           | Mattana / "Matt"                           | Atichart Chumnanon       | CH3     |                         |
| 2013 | Mon Jun Tra                  | Hẹn ước dưới ánh trăng                                           | Mattana / "Matt"                           | —                        | CH3     |                         |
| 2013 | Fah Krajang Dao              | Trời trăng sao và em                                             | Mattana / "Matt"                           | —                        | CH3     |                         |
| 2013 | Dao Rueng                    | Vùng quê lạc sóng                                                | Dao Rueng                                  | Thrisadee Sahawong       | CH3     |                         |
| 2014 | Roy Ruk Hak Liam Tawan       | Ánh dương tình yêu 1: Tình cuối chân trời                        | Mayumi Takahashi                           | Nadech Kugimiya          | CH3     | TVStar - SCTV11         |
| 2014 | Roy Fun Tawan Duerd          | Ánh dương tình yêu 2: Giấc mộng ban mai                          | Mayumi Takahashi                           | Nadech Kugimiya          | CH3     | TVStar - SCTV11         |
| 2015 | Neung Nai Suang              | Mãi mãi một tình yêu                                             | Hathairat Ratchapitak / "Poom"             | Jirayu Tangsrisuk        | CH3     |                         |
| 2017 | Kleun Cheewit                | Sóng gió cuộc đời / Nước mắt ngôi sao                            | Jeerawat / "Jee"                           | Prin Suparat             | CH3     | HTV2 - Vie Channel      |
| 2017 | Leh Lub Salub Rarng          | Sự hoán đổi diệu kỳ                                              | Petra Pawadee                              | Nadech Kugimiya          | CH3     |                         |
| 2018 | Likit Ruk                    | Duyên trời định / Sứ mệnh và con tim / Yêu anh là điều không thể | Công chúa Alice Madeleine Theresa Phillips | Nadech Kugimiya          | CH3     | HTV2 - Vie Channel      |
| 2019 | Klin Kasalong                | Hương hoa đạt phước                                              | Kasalong / Songpeep / Pimpisa / Pimmada    | James Ma                 | CH3     | SCTV6 - FIM360          |
| 2022 | Keu Ter (Bad Romeo)          | Là em / Tình khờ dại                                             | Saikim                                     | Mario Maurer             | CH3     | VTV9                    |
| 2022 | Thai Cave Rescue             | Cuộc giải cứu hang Thái Lan                                      | Kelly                                      | —                        | Netflix |                         |
| 2022 | Lai Kinnaree                 | Thước vải se duyên / Âm mưu hoàng gia                            | Mae Ying Pudsorn                           | Nadech Kugimiya          | CH3     | Galaxy Play             |
| 2024 | Jon Kwa Ja Dai Ruk Gun       | Chờ ngày ta yêu nhau                                             | Apo / "View"                               | Prin Suparat             | CH3     |                         |
| 2024 | My Cherie Amour              | Người tình yêu dấu của tôi                                       | Anong                                      | Thanapob Leeratanakajorn | CH3     | VieOn                   |
| 2025 | Dalah: Death and the Flowers | Dalah: Vụ án mạng và những bông hoa                              | Dalah                                      | —                        | Netflix |                         |

## Âm nhạc
| Năm  | Tên bài hát                                    | Ghi chú                                           |
| ---- | ---------------------------------------------- | ------------------------------------------------- |
| 2011 | นาฬิกาตาย                                       | Nhạc phim Cao bồi Bangkok                         |
| 2012 | อาการรัก                                        | Nhạc phim Trái tim người thừa kế                  |
| 2012 | ซัมเมอร์นี้ต้องมีเลย์ ft. Nadech Kugimiya             | Nhạc phim Trái tim người thừa kế                  |
| 2012 | เปลี่ยน                                          |                                                   |
| 2013 | เลย์ซัมเมอร์ - ft. Nadech Kugimiya                |                                                   |
| 2013 | เข้าถึงใจทหารตำรวจไทย                            |                                                   |
| 2013 | อยากบอกรัก - ft. Harin Sutamjarat               |                                                   |
| 2013 | อยากบอกรัก - ft. Harin Sutamjarat               | The Richman Toy và Gan The Jukks                  |
| 2014 | เลย์ซัมเมอร์ - ft. Nadech Kugimiya                |                                                   |
| 2014 | ใครหนอ                                         |                                                   |
| 2014 | แล้วเราจะได้รักกันไหม - ft. Nadech Kugimiya        | Nhạc phim Ánh dương tình yêu 2: Giấc mộng ban mai |
| 2015 | จูบ - ft. Jirayu Tangsrisuk                     | Nhạc phim Mãi mãi một tình yêu                    |
| 2016 | Happy Birthday Channel 3 - ft. Nadech Kugimiya |                                                   |
| 2017 | MAKE IT HAPPEN                                 | DABOYWAY X YAYA                                   |
| 2019 | ทัชที่ดีต่อใจ                                       | KLEAR x YAYA                                      |

## Giải thưởng và đề cử
| Năm  | Giải thưởng                        | Hạng mục                                               | Tác phẩm được đề cử                      | Kết quả   |
| ---- | ---------------------------------- | ------------------------------------------------------ | ---------------------------------------- | --------- |
| 2010 | Top Award                          | Best Rising Star Dramas Actress                        | Trang trại tình yêu                      | Đoạt giải |
| 2010 | TV3 Fanclub Award                  | Female Rising Star                                     | Trang trại tình yêu                      | Đoạt giải |
| 2010 | Seesan Entertain Award             | Female Rising Star                                     | Trang trại tình yêu                      | Đoạt giải |
| 2010 | Sudsapda Young and Smart Award     | Popular Model                                          | —                                        | Đề cử     |
| 2010 | 2nd Nataraj Award                  | Cast in a Motion Picture                               | Trang trại tình yêu                      | Đề cử     |
| 2010 | Seventeen Teen Choice Award        | Seventeen Choice Hottie Female                         | Âm mưu hoa hồng                          | Đoạt giải |
| 2011 | Seesan Entertain Award             | Couple of the Year (cùng với Nadech Kugimiya)          | Trò chơi tình yêu                        | Đoạt giải |
| 2011 | TV3 Fanclub Award                  | Most Popular Actress                                   | Trò chơi tình yêu                        | Đoạt giải |
| 2011 | Oops Magazine Award                | Best On-Screen Couple (cùng với Nadech Kugimiya)       | Trò chơi tình yêu và Trang trại tình yêu | Đoạt giải |
| 2011 | Entertain 5 Page 1                 | Best Actress                                           | Trò chơi tình yêu                        | Đề cử     |
| 2011 | Big Fan Can Vote Season 2          | Best Couple (cùng với Nadech Kugimiya)                 | Trò chơi tình yêu                        | Đoạt giải |
| 2011 | Entertain 5 Page 1                 | Favorite Press Photographers                           | —                                        | Đề cử     |
| 2011 | 3rd Nataraj Award                  | Cast in a Motion Picture                               | Cao bồi Bangkok                          | Đề cử     |
| 2011 | 3rd Nataraj Award                  | Best Actress                                           | Cao bồi Bangkok                          | Đề cử     |
| 2011 | Siam Star Entertain Choice Award   | Charming Young                                         | —                                        | Đoạt giải |
| 2011 | 8th Hamburger Award                | Female Icon                                            | —                                        | Đoạt giải |
| 2011 | OK! Award                          | Female Heartthrob                                      | —                                        | Đoạt giải |
| 2011 | Star Party TV Pool Award           | Favorite Actress Press Photographers                   | —                                        | Đoạt giải |
| 2011 | 1st Daradaily the Great Award      | Rising Star Actress of the Year                        | Trang trại tình yêu                      | Đoạt giải |
| 2011 | Seventeen Teen Choice Award        | Seventeen Choice Hottie Female                         | Trang trại tình yêu                      | Đoạt giải |
| 2011 | Siam Dara Star Award               | Best Rising Star Dramas Actress                        | Trang trại tình yêu                      | Đoạt giải |
| 2011 | Bang Award                         | Hot Girl of the Year                                   | Trang trại tình yêu                      | Đề cử     |
| 2011 | Mthai Top Talk Award               | Top Talk About Actress                                 | Trang trại tình yêu                      | Đoạt giải |
| 2012 | TV3 Fanclub Award                  | Most Popular Actress                                   | Trái tim người thừa kế                   | Đoạt giải |
| 2012 | Sudsapda Young and Smart Award     | Most Popular Actress                                   | Trái tim người thừa kế                   | Đề cử     |
| 2012 | Seventeen Teen Choice Award        | Seventeen Choice Hottie Female                         | Trái tim người thừa kế                   | Đoạt giải |
| 2012 | Star Party TV Pool Award           | Charming Young                                         | —                                        | Đoạt giải |
| 2012 | OK! Award                          | Female Heartthrob                                      | —                                        | Đoạt giải |
| 2012 | Gold Television Award              | Best Leading Actress                                   | Trò chơi tình yêu                        | Đề cử     |
| 2012 | Siam Dara Star Award               | Best Actress                                           | Trò chơi tình yêu                        | Đề cử     |
| 2012 | Siam Dara Star Award               | Popular Vote Woman                                     | Trò chơi tình yêu                        | Đề cử     |
| 2012 | Siam Dara Star Award               | Siam Dara Heartthrob                                   | Trò chơi tình yêu                        | Đoạt giải |
| 2012 | Bang Award                         | Best Couple (cùng với Nadech Kugimiya)                 | Trò chơi tình yêu                        | Đề cử     |
| 2012 | Bang Award                         | Hot Girl of the Year                                   | Trò chơi tình yêu                        | Đoạt giải |
| 2012 | Kazz Award                         | Superstar Female of the Year                           | Trò chơi tình yêu                        | Đoạt giải |
| 2012 | 1st Kerd Award                     | Kerd Come Scorching                                    | Trò chơi tình yêu                        | Đề cử     |
| 2012 | 1st Kerd Award                     | Best Couple (cùng với Nadech Kugimiya)                 | Trò chơi tình yêu                        | Đoạt giải |
| 2012 | 24th Mekala Award                  | Most Popular Leading Actress                           | Trò chơi tình yêu                        | Đoạt giải |
| 2012 | 24th Mekala Award                  | Best Actress                                           | Trò chơi tình yêu                        | Đề cử     |
| 2012 | Mthai Top Talk Award               | Couple Chemistry (cùng với Nadech Kugimiya)            | Trò chơi tình yêu                        | Đoạt giải |
| 2012 | 26th TV Gold Award                 | Best Actress                                           | Trò chơi tình yêu                        | Đề cử     |
| 2012 | 9th Kom Chad Luek Award            | Most Popular Leading Actress                           | Trò chơi tình yêu                        | Đoạt giải |
| 2012 | Sudsapda Young and Smart Award     | Most Popular Leading Actress                           | Trò chơi tình yêu                        | Đề cử     |
| 2012 | 2nd Cheeze Award                   | Actress Who Was Inspired to Dress Them With Others     | —                                        | Đoạt giải |
| 2012 | 5th Nine Entertain Award           | Public Favorite                                        | —                                        | Đề cử     |
| 2013 | Crow Love Like Award               | Climax Category Actress                                | Vùng quê lạc sóng                        | Đoạt giải |
| 2013 | TV3 Fanclub Award                  | Most Popular Actress                                   | Vùng quê lạc sóng                        | Đoạt giải |
| 2013 | 6th Nine Entertain Award           | Public Favorite                                        | —                                        | Đề cử     |
| 2013 | Star's Light Award                 | Charming Young                                         | —                                        | Đoạt giải |
| 2013 | OK! Award                          | Female Heartthrob                                      | —                                        | Đoạt giải |
| 2013 | Siam Dara Star Award               | Siam Dara Star Popular Women Vote                      | —                                        | Đoạt giải |
| 2013 | Seventeen Teen Choice Award        | Seventeen Choice Actress                               | Trái tim người thừa kế                   | Đoạt giải |
| 2013 | Top Award                          | Best Actress                                           | Trái tim người thừa kế                   | Đề cử     |
| 2013 | 25th Mekala Award                  | Popular Female Star of the Year                        | Trái tim người thừa kế                   | Đoạt giải |
| 2013 | 25th Mekala Award                  | Best Actress                                           | Trái tim người thừa kế                   | Đoạt giải |
| 2013 | 2nd Daradaily the Great Award      | Actress of the Year                                    | Trái tim người thừa kế                   | Đề cử     |
| 2013 | 2nd Daradaily the Great Award      | Hot Girl of the Year                                   | Trái tim người thừa kế                   | Đoạt giải |
| 2013 | 10th Kom Chad Luek Award           | Most Popular Actress                                   | Trái tim người thừa kế                   | Đoạt giải |
| 2013 | Spicy Award                        | 100 Most Spicy Idols                                   | Trái tim người thừa kế                   | Đoạt giải |
| 2014 | Intensive Watch                    | Popular Music                                          | Giấc mộng ban mai                        | Đoạt giải |
| 2014 | EFM Award                          | Popular Music                                          | Giấc mộng ban mai                        | Đoạt giải |
| 2014 | EFM Award                          | Most Popular Actress                                   | Giấc mộng ban mai                        | Đề cử     |
| 2014 | Seesan Entertain Award             | Charming Young                                         | Giấc mộng ban mai                        | Đoạt giải |
| 2014 | TV3 Fanclub Award                  | Most Popular Actress                                   | Giấc mộng ban mai                        | Đoạt giải |
| 2014 | 7th Nine Entertain Award           | Public Favorite                                        | —                                        | Đề cử     |
| 2014 | Siam Dara Star Award               | Siam Dara Star Popular Women Vote                      | —                                        | Đề cử     |
| 2014 | Kazz Award                         | Chemistry (cùng với Nadech Kugimiya)                   | —                                        | Đề cử     |
| 2014 | Kazz Award                         | Superstar Female of the Year                           | Vùng quê lạc sóng                        | Đề cử     |
| 2014 | Kazz Award                         | Most Popular Actress                                   | Vùng quê lạc sóng                        | Đề cử     |
| 2014 | Seventeen Teen Choice Award        | Seventeen Choice Hottie Female                         | Vùng quê lạc sóng                        | Đoạt giải |
| 2014 | 11th Kom Chad Luek Award           | Most Popular Actress                                   | Vùng quê lạc sóng                        | Đoạt giải |
| 2014 | 3rd Daradaily the Great Award      | Hot Girl of the Year                                   | Vùng quê lạc sóng                        | Đoạt giải |
| 2014 | 3rd Daradaily the Great Award      | Actress of the Year                                    | Vùng quê lạc sóng                        | Đề cử     |
| 2014 | 3rd Daradaily the Great Award      | Daradaily Front Page Darling of The Year               | —                                        | Đề cử     |
| 2014 | OK! Award                          | Female Heartthrob                                      | —                                        | Đoạt giải |
| 2014 | Zen Stylist Award                  | Ladies Wear Distinctive Style of The Year              | —                                        | Đoạt giải |
| 2014 | Mekhala Fame Star Award            | Chemistry (cùng với Nadech Kugimiya)                   | —                                        | Đoạt giải |
| 2015 | TV3 Fanclub Award                  | Most Popular Actress                                   | Mãi mãi một tình yêu                     | Đoạt giải |
| 2015 | OK! Award                          | Female Heartthrob                                      | —                                        | Đoạt giải |
| 2015 | Seventeen Teen Choice Award        | Seventeen Choice Hottie Female                         | Giấc mộng ban mai                        | Đoạt giải |
| 2015 | Hamburger Icon Award               | POP Icon                                               | Giấc mộng ban mai                        | Đoạt giải |
| 2015 | Seed Award                         | Popular Music                                          | Giấc mộng ban mai                        | Đoạt giải |
| 2015 | Siam Dara Star Award               | Siam Dara Star Popular Women Vote                      | Giấc mộng ban mai                        | Đoạt giải |
| 2015 | Kazz Award                         | Superstar Female of the Year                           | Giấc mộng ban mai                        | Đoạt giải |
| 2015 | 12th Kom Chad Luek Award           | Public Favorite Actress                                | Giấc mộng ban mai                        | Đoạt giải |
| 2015 | Gmember Award                      | Popular Music                                          | Giấc mộng ban mai                        | Đoạt giải |
| 2015 | Maya Award                         | Chemistry (cùng với Nadech Kugimiya)                   | Giấc mộng ban mai                        | Đề cử     |
| 2015 | Maya Award                         | Popular Music                                          | Giấc mộng ban mai                        | Đề cử     |
| 2015 | Maya Award                         | Best Actress                                           | Giấc mộng ban mai                        | Đề cử     |
| 2015 | 4th Daradaily the Great Award      | Hot Girl of the Year                                   | Giấc mộng ban mai                        | Đoạt giải |
| 2015 | 4th Daradaily the Great Award      | Actress of the Year                                    | Giấc mộng ban mai                        | Đề cử     |
| 2015 | 4th Daradaily the Great Award      | Daradaily Front Page Darling of The Year               | —                                        | Đề cử     |
| 2015 | 1st TrueLife Award                 | Actress of the Year                                    | Giấc mộng ban mai                        | Đoạt giải |
| 2016 | 2nd TrueLife Award                 | Actress of the Year                                    | Mãi mãi một tình yêu                     | Đề cử     |
| 2016 | Dara Inside Award                  | Top Shipped Couple Award (cùng với Nadech Kugimiya)    | —                                        | Đề cử     |
| 2016 | Dara Inside Award                  | Outstanding Highly Popular Leading Actress of the Year | Mãi mãi một tình yêu                     | Đoạt giải |
| 2016 | 13th Kom Chad Luek Award           | Public Favorite Actress                                | Mãi mãi một tình yêu                     | Đoạt giải |
| 2016 | 5th Daradaily the Great Award      | Hot Girl of the Year                                   | Mãi mãi một tình yêu                     | Đoạt giải |
| 2016 | Maya Award                         | Best Actress                                           | Mãi mãi một tình yêu                     | Đề cử     |
| 2016 | Maya Award                         | Chemistry (cùng với Nadech Kugimiya)                   | —                                        | Đề cử     |
| 2016 | 9th Nine Entertain Award           | Public Favorite                                        | —                                        | Đề cử     |
| 2016 | OK! Award                          | OK! Sweetheart Female                                  | —                                        | Đoạt giải |
| 2016 | Kazz Award                         | Popular Vote                                           | —                                        | Đề cử     |
| 2016 | Siam Dara Star Award               | Siam Dara Star Popular Women Vote                      | —                                        | Đoạt giải |
| 2016 | Mekhala Star Award                 | Star Vote Good of The Year                             | —                                        | Đoạt giải |
| 2017 | Star Indy Award (DaraInside) Award | Actress of The Year                                    | Sóng gió cuộc đời                        | Đoạt giải |
| 2017 | Maya Award                         | Best Actress                                           | Sóng gió cuộc đời                        | Đề cử     |
| 2017 | SeeSan Buntherng Award             | Couple of the Year (cùng với Nadech Kugimiya)          | Sự hoán đổi diệu kỳ                      | Đoạt giải |
| 2018 | Siam Dara Stars Award              | Best Actress - Film                                    | Ông anh trời đánh                        | Đoạt giải |
| 2018 | Siam Dara Stars Award              | Best Actress - Lakorn                                  | Sóng gió cuộc đời                        | Đề cử     |
| 2018 | Nine Entertain Award               | Best Actress                                           | —                                        | Đề cử     |
| 2018 | Daradaily Award                    | Hot Girl of the Year                                   | —                                        | Đoạt giải |
| 2018 | 32th TV Gold Award                 | Best Actress                                           | Sóng gió cuộc đời                        | Đoạt giải |
| 2019 | 8th Daradaily Awards               | Popular Vote (Female)                                  | Ông anh trời đánh                        | Đoạt giải |
| 2019 | 8th Daradaily Awards               | Movie Actress of The Year                              | Ông anh trời đánh                        | Đoạt giải |
| 2022 | 21st New York Asian Film Festival  | Screen International Rising Star Award                 | Tăng tốc về phía em                      | Đoạt giải |